# In Conflict
In Conflict è il quarto album in studio del musicista canadese Owen Pallett, pubblicato nel 2014.

## Tracce
1. I Am Not Afraid – 4:15
2. In Conflict – 4:13
3. On a Path – 4:33
4. Song for Five & Six – 4:31
5. The Secret Seven – 5:16
6. Chorale – 3:53
7. The Passions – 3:54
8. The Sky Behind the Flag – 4:22
9. → (1) – 0:46
10. The Riverbed – 3:44
11. Infernal Fantasy – 3:22
12. Soldiers Rock – 4:56
13. → (2) – 1:51